# P/2016 WM48 (Lemmon)
P/2016 WM48 (Lemmon) — одна з короткоперіодичних комет типу комети Галлея. Відкрита 30 листопада 2016 року; була 19.0m на час відкриття.